# 六本木サディスティックナイト
『六本木サディスティックナイト』は、株式会社ボルテージが提供するスマートフォン・タブレット向けゲームアプリ。ターゲットを男性に絞り、ボルテージ初の女性キャラの収集・育成要素を含む。2020年8月時点でボルテージのコンテンツでは唯一の男性ターゲットアプリである。基本無料、ゲーム内課金あり。Google Playランキングでは8位になった。

## 概要
東京都の六本木を舞台としたサスペンス作品。プレイヤー（名前は設定可能）は高校の保健教諭でありながら、六本木の平和を守るチームのリーダーとして六本木内外で発生するトラブルや事件を解決していく。

## ゲームシステム
メンバー（他のゲームで言う「カード」）をオファー（他のゲームで言う「ガチャ」）やイベントで集め、チーム（他のゲームで言う「パーティ」や「デッキ」）を組み、バトルなどを行っていく。

### メンバー
メンバー（カード）として登場するキャラクターは全て女性（アイテム・成長素材は除く）。後述するストーリーに登場しないキャラクターがメンバー（カード）として登場することもあるが、ストーリーに関係なく使用することができる。
レアリティ（レア度）
「N」「HN」「R」「SR」「UR」「MR」のレアリティに分類され、MRが最も希少で能力も高い。星の数で表されることもあり、「N」の★1（★）から「MR」が★6（★★★★★★）となる。
属性
メンバー（カード）ごとに下記の属性を持ち、三者は三すくみの相性を持つ（じゃんけんと同じ）。
- 赤:ルビー（エメラルドに強く、サファイアに弱い）
- 青:サファイア（ルビーに強く、エメラルドに弱い）
- 緑:エメラルド（サファイアに強く、ルビーに弱い）

成長要素
メンバー（カード）ごとに経験値やレベルを保持しており、経験値の積み上げやカードの合成などで強くすることが可能。また、アイテムにより「覚醒」し、レアリティがアップ（「N」→「HN」など）するカードもある。ランクアップでカードのデザインが変わることがある（変わらない場合もある）。また、プレイヤーも独自の成長パラメータを持っており、メンバー（カード）の保有枚数やアイテムの保有数などに影響する。
チーム
基本のチームはメンバー最大5人（カード5枚）で編成する。同じキャラクターのメンバー（カード）は基本的に同じチームには入れられない。メンバー（カード）にはコストという数値が設定されており、その合計値が主人公の「チームコスト上限」を越えるような編成はできない。チーム内のメンバー（カード）の共通点や設定（レアリティ、属性、血液型、身長、胸のサイズ、人間関係など）の条件を満たすことにより、戦闘時にチームスキルが発動して有利に戦えるようになる。
後述する期間限定イベントでは、チームの編成条件がイベントごとに異なる（同一キャラクターが編成可、コスト上限撤廃など）。
チームの1人目（一番左）のメンバー（カード）はチームリーダーとなり、リーダースキルが発動する可能性がある。
控室
メンバー（カード）を保管することのできる別室のようなもの。出入りは自由。控室に入れたメンバー（カード）は、チームに参加させたり成長させたりすることができない。
オファー
他のゲームで言う「ガチャ」のこと。新たなメンバー（カード）が手に入る。
- ノーマルオファー - 後述のガールズバトルで手に入るオファーポイントを消費する。レアリティの高いメンバーが手に入りにくい。1日1回はポイントを消費せずに実行可能。
- スペシャルオファー - クリスタルを消費する。期間限定のスペシャルオファーが追加されることもある。
- チケットオファー - オファーチケットを消費する。チケットはイベントやボスバトルで入手できる他、課金でしか手に入らないチケットもある。入手したチケットによってメンバー（カード）の出現ルールが異なる。
- イベントオファー - 協力バトルイベントで発生し、イベントの独自ポイント（DP：デートポイント、LP：ラブポイント）を消費する。イベント限定のメンバー（カード）が入手できることがある。

オファー以外でのメンバー（カード）入手方法
イベント達成報酬、ワーク達成報酬、ストーリーのミッション報酬、ガールズバトル勝利報酬や、イベントで出現する宝箱など。
カードに登場するメンバー
- NightJewel - 鬼川ナツ、東方ユウキ、大場ミサト、蔵重ミズキ、弓長ハル、響レン、栗原アズサ、柊トウカ、藤堂カオリ
- 帝王大学付属高校 - 山里キリカ、（鬼川ナツ、東方ユウキ、柊トウカ）
- メンバーミッション対象（Season1ストーリーに登場） - 天海ヨシカ、花笠ツボミ、京極ナナ、葉山ユミ、徳寺マリア、森口シオリ、日下部カノン、山崎ノゾミ、染谷コウ
- Season1ストーリーに登場 - 小笠原マイ、向井アンナ、立花マコ、畷クルミ
- Season2ストーリーに登場 - 圷アマネ、水瀬シズク、義郷キョウ、義郷ヒロ、（柊トウカ）
- Season4ストーリーに登場 - 宮園ツクシ
- ストーリー未登場 - （URまで）音色カナデ、姫崎ミユキ　（Rまで）白鳥レナ、天童ユリ、ナターシャ・アゼフ、蓮本チハル　（HNまで）哀川ミツ、桐生ホズミ、久保ミヤビ、杉田ラン、春空アオイ、日向エミ、悲山ニコ、孫田サヤ、水島カエデ、鷲宮アン

### ストーリー
ストーリーマップを操作して進めるメインストーリー。ストーリーはSeason○、第○章（「外伝」もあり）、○話（「プロローグ」もあり）、STEP（主に5まで）に分けられており、ストーリーパスの消費によって1つのSTEPを進行することができる。
ストーリーパス
1日に3枚の無料ストーリーパスと、イベント報酬や課金することで得られる通常のストーリーパスがある。無料ストーリーパスはイベントやレベルアップなどの条件で1～3枚回復することがある。ストーリーパスは無料ストーリーパスを使い切ってから使うことができ、使わなければ翌日以降に累積可能。
ミッション
途中、「ボスバトル」「熟練度」「メンバー」といったミッションが発生し、ミッションクリアまでストーリーが進められなくなる。クリア条件は以下の通りで、アイテムなどの報酬が得られることもある。
- ボスバトルミッション - チームでボスに勝利すればクリア。BPを消費するが負けてもボスの体力は回復しないため、何度挑んでもよい。
- 熟練度ミッション - 決められた熟練度に達していればクリア。熟練度は主に【ガールズバトル】によって上昇する。
- メンバーミッション - 指定されたメンバーを所有していればクリア。クリア後にメンバーとの出会いストーリーが補完される。

TURNING POINT
ストーリー上の選択肢には【TURNING POINT】という選択肢があり、選択を誤ると他のEND（「BAD END」「FUNNY END」）へ直行する。【TURNING POINT】が発生するSTEPには、ストーリーマップ上でTURNING POINTと表示される。他の選択肢（展開が少しだけ変わるが大筋で影響がない）には特別な表記はない。
FLAG POINT
Season2外伝以降、複数のストーリー（○○編）の同時進行という状況が発生する。ストーリーの途中にロックがかかり、並行して進捗する他のストーリーの【FLAG POINT】を通過することで、ロックを解除することができる。
しばしば【FLAG POINT】そのものに選択肢が発生し、正しい選択肢で先へ進まないと、後に並行するストーリーの【TURNING POINT】で正しい選択肢を選んでも先へ進めなくなる。これまでの【TURNING POINT】と異なり他のEND（「BAD END」「FUNNY END」）へ直行しないため、選択の正否に気づきにくい。
その他、【FLAG & TURNING POINT】という選択肢もある。
イベントストーリー
メインストーリーとは関係なく発生。協力バトルイベントの達成特典などで見ることができる短めのサイドストーリー。条件さえ達成すればストーリーパスに関係なく見ることが可能。

### ガールズバトル
PvP。このゲームの基本の戦闘。あらかじめ組んだチームで他プレイヤーと戦い、経験値や熟練度、オファーポイントなどを獲得することかできる。条件を達成すればクラスアップし、クラスアップ報酬を得られる。旧名称は「トレーニングバトル」。
- サディスティック・セブン - 曜日毎に決められたNightJewelのメンバーと戦い、勝てば曜日毎に決められたアイテムを獲得することができる。旧「ボスバトル」でこの仕組みに似たバトルが可能だった。

### 期間限定イベント
進行度や達成状況で報酬があり、アイテムやメンバー（カード）を入手することができる。
- 六本木マスター - ボスバトルイベント。[RANK1]から順に、各ランクのボスとバトルを行う。バトルの際はBPを消費する。勝利する旅に報酬を得られる。

- 協力バトルイベント - エリアごとに出現するボスを倒し、エリアを進行していく。自分の戦闘ではBPを消費するが、他のプレイヤーへの応援バトルはBP消費のないものもあり、応援要請を出し合うことで効率よい進行が可能。ヒロインが3～4人設定され、進行状況に応じてイベントストーリーが解放されたりする。

- トライアングルLovers - 協力バトルイベントの一形態。ヒロインが2人、幻のボスが違うなど一部システムが異なる。

- Top of Striker - 変則PvPイベント。特定のボスに対しての攻撃ダメージを競う。3～4日の間、決められた時間に1日あたり3試合が4度行われ、最終的には勝敗数で最終順位を決定する。ノミネートだけしておけば参加は可能だが、アクティブで攻撃した回数にも報酬がある。

- NightJewel QUEEN - APというポイントを消費して進行していくイベント。人気投票の側面もあり、クイーンチケットと呼ばれる投票券を回収し、特定のNightJewelメンバーに投票していく。

- バトルタワーシャングリラ - PvPイベント。9人のメンバーが互いに1対1のバトルを行う。参加にはバトルチケットが必要。

- チャレンジワーク - ガールズバトルの勝利数・連勝数をカウントし、達成度に応じて報酬が得られる。また、バトルタワーシャングリラやNightJewel Warのチケットが手に入る。

- タイムリミットワーク - チャレンジワークの際に同時開催される時間限定イベント。時間内に条件を満たせば報酬が得られる。

- ゲリラボスバトル - 勝利すると無料ストーリーパスの回数が回復するボーナスバトル。

- シズクレポート - １か月の間に登場した新メンバー（カード）にて、決められた条件でボスバトルを行う。

- NightJewel War - ガールズバーの運営を行って高収入を目指すゲーム。手持ちのメンバー（カード）で行う。参加にはチケットが必要。

### その他の要素
- クリスタル - ゲーム内通貨の一種。ストーリークリアやイベント報酬で入手可能。課金で入手することもできる。
- BP - バトルポイント。ガールズバトルやボスバトル実行に必要な体力で、最大値は100。時間経過で自動回復する他、クリスタルやアイテムの消費、レベルアップにより回復する。
- フレンド - プレイヤー同士がフレンドになることが可能。フレンドの存在により、バトルやイベントで少しだけ有利になる。
- アイテム - メンバーが装備する「アクセサリー」、合成してメンバーに適用する「フレグランス」、メンバーの成長に使う「育成素材」「覚醒素材」「限界突破素材」「開花素材」などがある。「メンバー枠拡張」「アクセサリー枠拡張」「フレンド枠拡張」「熟練度」「オファーポイント」「育成ポイント」などもアイテムとして出現することがあるが、入手と同時に適用され消滅する。
- ワーク - 条件（ガールズバトルの合計勝利数、ストーリーの達成度、仲間にしたメンバーの数など）達成によりアイテムやメンバー、称号などを得ることができる。

## ストーリーの登場人物
※マークの人物はオファーやイベントでメンバー（カード）として登場し、チームに入れることが可能。
担当声優はボイスドラマにて初めて設定され、その後2023年7月よりゲーム内にも実装された。

### NightJewel
チームメンバーの拠点になっているガールズバーの店名であり、チーム名でもある。
主人公（名前は変更可能）
声 - 谷口悠
六本木の一角にある帝王大付属高校の保健教諭。ある事件をきっかけにNightJewelのメンバーと出会い、協力し合って事件を解決するようになる。
空手の経験者で、一般人の中では強い方と思われるが、自ら戦う描写はほとんどなく、戦闘時にはリーダーとしてチームの指示に回ることが多い。直接戦うようなシーンでは選択肢によって敗北してしまったり、危険に陥ってしまったりすることが多い。
NightJewelの仕事を優先してたびたび学校を休んだり早退したりするため、教頭に糾弾されるなど学校での立場が悪くなっている。
性格は、教員として働いていることもあり、正義感が強めで間違っていることが許せないタイプ。ただそれなりに年齢を重ねており（30歳オーバーの設定）、融通が効かないというわけでもない。NightJewelのメンバーにはしばしば振り回されているが、女性の扱いを苦手としているわけでもなく、むしろ出会う女性の信頼を勝ち取る術に長けており、モテる男ではある。物語開始時点でユウキに好意があり、ユウキからも好意を持たれているが、なかなか進展しない。他の女性からも誘惑されるとすぐに体の関係を妄想したり、実際に関係を持とうとするなど、恋愛については一途とは程遠い。
年の離れた姉がいるが物語開始時点で消息不明で、機会があれば行方を掴もうとしており、Season1第7章にて22年ぶりに再会する。
（Season2第4章）伊月の肉体としての価値を見出され、一時的に斎賀に捕らわれる。事件解決後も後遺症で学校をしばしば休む。

鬼川ナツ（おにかわ　なつ）　※
声 - 田辺留依
17歳　女子高生　戦闘スタイル：空手
本作のメインヒロイン。空手の天才少女で、黙っていれば"超"の付く美少女。主人公の勤務先の帝王大付属高校に転校してきた。様々な場面で主人公と共に行動する。髪は昔からクリーム色で、学校に通っているときは黒髪のウィッグを付けている。他人と馴れあうようなコミュニケーションは得意ではなく、どちらかといえば気持ちと態度が一致せず、父親からは天邪鬼と評されている。主人公に対しては極端にツンに偏った暴力的ツンデレで、罵詈雑言を吐いたり、時には手を出したりもする。しかし基本的には主人公に対して好意を持っており、そのことをNightJewelの他のメンバーには見透かされている。未成年なのにガールズバーであるNightJewelで接客しているが、お酒を飲んだことはないらしい。
主人公の山梨の実家の道場で、主人公がまだ大学生の頃（10年程前）に出会っており、主人公は彼女の才能を見て空手の道へ進むのを諦めたことになっている。その才能の凄まじさから、主人公は当時の彼女のことを『鬼の娘』と呼んでいた。
（Season1第7章）母親とは死別しており、父親は事故で意識不明のまま8年間も入院している。とあるきっかけで父親の目が覚め、8年ぶりの再会を果たすが、親子の再会も長くは続かなかった。主人公の勤める高校に転校してきたのは、主人公に会いたかったことが理由のひとつにあると正直な気持ちをカミングアウトする。事件解決後、母親の眠る墓へ父の遺骨を納めるためもあり、半年間休学。Season2第1章開始直前に六本木に戻る。
（Season3第1章）並行する物語の主人公。休学の影響で留年し、2度目の2年生。もともとNightJewelのために転校してきたということもあり高校に友人は少なかったが、より孤立感を味わうようになった。主人公とユウキの抱擁する姿を偶然見てしまったことから、これまで意識していなかった思春期特有の葛藤に悩み始める。その隙を突かれたこともありエイトに捕らわれ処刑されそうになる。事件後、署名集めのためとは言え、同級生たちに対して接しようとするなど成長した姿を見せる。

東方ユウキ（ひがしかた　ゆうき）　※
声 - 石飛恵里花
25歳　高校教師
本作のヒロインの一人。担当教科は古文。教師という職業に情熱をかけており、生徒からの人気は高い。真面目で正義感が強い反面、融通が効かないところもあり、プライドも高い。若干騙されやすいところがあり、性善説を信用している節がある。運動能力は低めだがダンスはそれなりに踊れる模様。
主人公がNightJewelの関係する事件に巻き込まれた後、それを原因として誘拐・監禁され、結果的に主人公の率いるNightJewelに助けられた。主人公やNightJewelの裏の仕事に一定の理解を示すものの、基本的にはNightJewelとは距離を置いている。
主人公と恋愛関係にあるのはお互いに認識しあっているが、正式な恋人にはなっていない。メンバーからは主人公の恋人に近しい存在として特別扱いされつつも、同時に主人公を巡る恋愛のライバルと見られている。
（Season1第4章）主人公との行き違いからアカゲ教団に心酔し始め、本人も気づかないうちに危機に陥るが、目の前で引き起こされた殺人事件をきっかけにして主人公を再び信用し、最終的にはNightJewelに協力する。以降は主人公やナツの裏の仕事を認め、直接助けることは少ないにしても協力する姿勢を見せる。
（Season2第4章）NightJewelのターゲットとパーティで一緒になるという情報を得たため、主人公から協力を依頼する。今回の事件が終わったら裏の世界から足を洗うことを主人公に約束させ、主人公に協力してターゲットに接する。目的はある程度達したが、顔と名前・職業を斎賀側の人間に覚えられてしまったため、身の安全のためにNightJewelと共に行動し始める。この事件以降、持ち前の正義感から、主人公たちの活動に協力する形になり、NightJewelの他のメンバーからも一員として扱われるようになる。

大場ミサト（おおば　みさと）　※
声 - 小岩井ことり
23歳　看護師　戦闘スタイル：柔道
本作のヒロインの一人。主人公とNightJewelの遭遇の際に出会ったうちの一人（もう一人はナツ）。癖の強いNightJewelのメンバーの中では比較的温厚な常識人で、人当たりが良く、頼まれたら断れない性格。いつも朗らかで優しく、まとめ役としてナツから「みんなのお姉さんって感じ」と評価されている。職業柄、怪我をしたメンバーや関係者に応急処置を施すことが多い。NightJewelでは最も巨乳で、頭が悪そうに見られることを気にしていたり、巨乳呼ばわりされると怒る。また、柔道をしていたことから腕が太く見えることを気にしている。酒を飲むと大胆になる傾向あり。本人は自覚していないがMっ気がある（サイドストーリーでは自分のMっ気を話題に出すことがある）。弟と二人暮らし。
（Season1第3章）両親が借金を原因として亡くなっており、鮫島はその因縁の相手である。向井アンナとは学生の頃に柔道を通じて知り合い、今でも尊敬している。事件の解決後、弟が意図的に殺人を犯したのではないかと思い悩む。

蔵重ミズキ（くらしげ　みずき）　※
声 - 小清水亜美
21歳　モデル　戦闘スタイル：ボクシング
本作のヒロインの一人。美人揃いのNightJewelメンバーの中でも随一の美貌を誇り、長身でスタイルも抜群なクールビューティ。トップモデルとして雑誌に取り上げられたり、演技力を見込まれて役者としても活動しており、NightJewelきっての有名人。性格はクールでマイペースで、言葉数が少なく、あまり感情を表に出さないため大人しく見えるが、行動は大胆。職業柄、芸能人やセレブに顔が広く、パーティーなどへの潜入調査は彼女のコネを通じて行われることが多い。恋愛方面には疎く、恋愛感情がよくわからないと自覚している。
（Season1第6章）「友愛館」という児童養護施設出身。中学生の頃、たまたま今の里親に引き取られて養子縁組をした。同じ友愛館育ちのトモヤとメグとは兄妹同然の間柄で、今でも友愛館に顔を出して孤児たちの面倒をみたり、友愛館への寄付行為を欠かさなかったりしている。友愛館が地上げに遭っていることを知り、奔走するが、結局トモヤが騙される形で抱えたさらなる借金が理由で、友愛館はアーバンハウジングの手に渡る。
（Season3第4章）並行する物語の主人公。【自己犠牲による他人の幸せ】を押し通そうとしていた。その心理状態を南川に利用され、主人公か【友愛館】かの二択を迫られた際に自らの命を絶とうとする。南川に裏切られたこととトウカの懸命の説得により、自己犠牲が他人を幸福にするわけではないと気づく。レンやアズサの姿を見て主人公への気持ちを押し殺していたが、正直になることにした。

弓長ハル（ゆみなが　はる）　※
声 - 渕上舞
24歳　週刊誌記者　戦闘スタイル：ボウガンなど射的武器
本作のヒロインの一人。NightJewelのムードメーカー。好奇心旺盛で話題が豊富。フットワークが軽く、取材と称してどこへでも出かけていく。NightJewelの中では小柄で、特に胸が小さいことを気にしている。感情を表に出すことを厭わず、NightJewelでは笑っていることが多いが表情がころころ変わる。性格はドライで気分屋で、他人を冷たくあしらうことも多く、主人公に対しても好意を持っている時と突き放すときのギャップが著しい。他人に対して言いにくいことも、空気を読んでいないフリをして率先して言い出すことが多い。黒革の手帳を愛用しており、いつも持ち歩いている。家族関係は不明。ターゲットの男性を誘惑する役になることも多い。
（Season1第5章）数年前に彼氏が殺され、その犯人を捜している。愛用の手帳はもともと彼氏のもの。その手帳を知る者が現れたことから、手掛かりを辿って、犯人を見つけ出し、自らの手で殺そうとしていた。主人公たちは協力しつつも彼女の殺人を止める手段を探すことになる。

響レン（ひびき　れん）　※
声 - 山根綺
27歳　美容師　戦闘スタイル：剣道
本作のヒロインの一人。若い頃は地元で伝説になるほどのヤンキーで、仲間意識は強く、思い切りも気風も良い姉御肌。当時も別に道を踏み外していたわけではないらしく、他人に迷惑をかける者を凝らしめていた様子。性格は優しく観察眼もあり、他人の変化によく気が付くが、一方で気が短く喧嘩っ早い。現在は六本木のカリスマ美容師と呼ばれるうちのひとり。実家は大金持ちで、親子関係も良好。六本木で暮らしている部屋は超高級なマンション。車やバイクの運転が好きで、技術は確かだが荒っぽい。NightJewelでは（カオリを除いて）最年長で、ハルなどからは「姐さん」と呼ばれることもある。
（Season1第4章）幼馴染で親友のマコが新興宗教に入信してしまったことや、教団と繋がりのあるジンが若い頃からの因縁の相手だったため、NightJewelの仕事とは別の角度から事件に巻き込まれていく。ジンに呼び出され地元に戻った際に、主人公を自分の実家に連れていくことになり、両親に「婚約者」だと紹介する。
（Season3第2章）並行する物語の主人公。GHOSTの中に元恋人の姿を見つけたことで、内心から来る判断の迷いから動けなくなってしまい、チームの活動から一時的に抜けることになる。その前後に発生した事件や、マコの後押しを経て、元恋人への気持ちを断ちきり、再度NightJewelに合流する。

栗原アズサ（くりはら　あずさ）　※
声 - 豊田萌絵
20歳　大学生　戦闘スタイル：銃（モデルガン）
本作のヒロインの一人。自分のことを「アズ」と呼ぶ。サバイバルゲーム(サバゲー)の達人として界隈では有名。特技は「男殺し」で、男性からの情報収集を得意とする。上目づかいと甘えた口調と物怖じしない性格から、特にお金持ちの中年男性にはすぐに気に入られる。どうでもいい男性は金づると思っている節があり、ハルによると女子からは好かれない。性格上、男性を誘惑する担当になることが多い。主人公は出会ってすぐに「思ったよりイケメンです」と言い出すなど好みのタイプであるらしく、NightJewelの中では際立って主人公への好意を前面に出している。
（Season1第2章）イルティエを調査している際に、組織の中に父親を見つけてしまう。その父親を救い出そうとするも、NightJewelの誰にも本当のことを言えず、結果的に個人行動に走った末に捕らえられてしまう。最終的には父親に救われる形になるが、同時に父親を失う。
（Season3第3章）並行する物語の主人公。ナツやレンの姿を見て主人公へのアプローチを強めようとするが、自分でも意識していなかった過去のトラウマが発現し、上手く返答ができない。同時に発生していた桂田組の六本木襲撃を利用され、薮井の手に落ちる。薮井の精神的コントロールによりチームと一時的に敵対するが、主人公が身を犠牲にすることでアズサは意識を取り戻す。事件後、母親との会話を経てトラウマを克服する。

柊トウカ（ひいらぎ　とうか）　※
声 - 古賀葵
19歳　女子高生　戦闘スタイル：格闘術（薬物服用による強化あり）
性格は真面目で、理系的な思考で動くことが多い。だが真面目の裏返しで頑固な面を持ち、しばしば自分の意思を貫こうとして他人と衝突したり、ピンチを呼び寄せたりもする。主人公と二人きりになると誘惑するような言動が増えるが、必ず冗談として終わらせてしまう。
フレグランス使用時の戦闘力はチームでもトップクラス。学んだ格闘術は不明だが足技が目立つ。素の状態でも運動能力は抜群だが、その境遇から、もともとのスポーツ経験は乏しい。
本編ではSeason2第1章から正式に登場。
中学生の頃に友愛館に身を寄せており、友愛館出身のミズキとは顔見知り。中学を卒業した頃に友愛館から姿を消す。
Season2第1章冒頭（厳密にはSeason1第7章終了時）に【南川に拾われ秘書として働いていたが、南川の多数の犯罪行為を見過ごすことが出来ず、逆に命を狙われたためNightJewelに助けを求めたい】という設定で主人公たちの前に登場する。この時すでに斎賀の研究の手駒となっており、南川と斎賀の指示でNightJewel全員を抹殺する予定だったが、NightJewelに偶然にもミズキが在籍していたことなどから実行に移せなかった。牛瓦（桶川会）の調査で正体が発覚し、斎賀の脅迫にも近しい命令によりNightJewelと敵対することになった。
薬物使用時の戦闘能力は極めて高く、NightJewelの他のメンバーが束になっても歯が立たない。しかし斎賀の薬物の「脳内神経伝達物質を応用した」という点が弱点となり、ミズキがトウカの意識を攪乱することで、トウカは感情を取り戻し戦闘不能の状態となる。斎賀に失敗作とみなされ、廃棄されるような形で斎賀の下から離れる。
薬物の副作用で一時的に命が危ない状態に陥ったが、幸いにも後遺症が残らず回復。カオリの伝手（裏で協力していたシズクの計らい）で憧れていた高校生活を送ることになり、帝王大付属高校に1年生として編入する。
（Season2第2章）NightJewelの手伝いをするかたわらで、カオリに頼み込んで、斎賀の薬品と同等の効力を持ち毒性のないフレグランスを研究する。
（Season2第4章）ユウキの助言で偶然、毒性のないフレグランスが完成する。その後、これまでの貢献も含め、正式に皆からNightJewel（チーム）の一員と認められる。
（Season2外伝）外伝の主人公のひとり。六本木署襲撃事件で主人公が攫われたことから、主人公を救出すべく動き回る。

藤堂カオリ（とうどう　かおり）　※
声 - 植田佳奈
28歳　バーテンダー？
NightJewelのバーテンダーを務めている。元はどこかの研究機関に勤めていたらしく、物理にも化学にもネットにも強い万能理系女子。主に分析・情報収集や道具の作製などで主人公や他のメンバーをサポートする。香水の調合が趣味であり特技。年齢も主人公を除けば最年長で、主人公を含む他のメンバーから敬意をもって「さん」付けで呼ばれている。
（Season1第7章）防衛省の研究員だったことを主人公達に伝える。伊月に目をかけられて今の立ち場にいることから、伊月のことを尊敬している。伊月の正体が判明した後は精神的に混乱してNightJewelに協力する気持ちになれず、一時的にNightJewelとは距離を置く。その経緯から、普通では入手できない伊月周辺の情報を多数持っており、主人公が正義のために協力をお願いし、迷った末に引き受ける。
（Season2第2章）水瀬シズクとは防衛省時代からの知り合いで、伊月の件もあって連絡をとりあっていた。新たに六本木の治安を守る必要が生じたことから、シズクの依頼でNightJewelとシズクを正式に引き合わせた。

### NightJewelの周囲の人物
伊月住吉（いつき すみよし）
声 - 関俊彦
主人公が参加する前の、仮のNightJewelリーダー。もと政治家で、六本木界隈を取り仕切っていた「政界の有力者」。8年前の事件と同じころに政界を引退した。
主人公の参加と同時にNightJewelから身を引いて、リーダーの座を全面的に主人公に譲る。その後も主人公がしばしば彼に相談したり助力を願い出るが、友好的に応えることもあれば、意図のわからない反対をすることもある。その真意がどこにあるのか、主人公には掴むことができない。
Season1第7章の同項を参照

トニー
声 - 白石稔
六本木界隈を仕事場とする情報屋。伊月やNightJewelとは以前からの付き合い。金銭次第ではあるものの、基本的には味方となって行動する。
本名は舎人（おそらく苗字）という。
塚本幸一（つかもと　こういち）
六本木署の刑事。ことあるごとに主人公の行動を怪しみ、任意同行を要求したり事情聴取をしようとする。また、主人公の姉のことを知っており、彼女を探している人物のうちの一人。正義感というよりもどこか裏の顔を匂わせる。主人公やNightJewelにとっては事件現場で出会いたくない相手。
Season1第7章の同項を参照

牛瓦猛（うしがわら　たけし）
声 - 黒田崇矢
六本木を縄張りとするヤクザ「桶川会」の若頭で、事実上のトップ。相当の切れ者で、桶川会の利益を第一として行動する。左目が義眼。主人公の姉を探している人物のうちの一人。
「クダモノ」対策でNightJewelから桶川会へ協力を申し出ることになり、その際に主人公と出会う。その後もイルティエ、スマイルファイナンス、アカゲ教団、最新科学研究所（笠木組）と、立て続けにNightJewelの活動対象組織と敵対しており、利害関係の一致から協力体制になることが多い。逆にNightJewelのメンバーは彼や桶川会を嫌っており、できれば近づきたくないと考えている。
主人公を殺すチャンスは幾度もあったが手を出さなかったり、わざわざ主人公の携帯に連絡を入れてきたり、時には桶川会から共闘を願い出るなど、主人公やNightJewelの能力や利用価値を認めていることがうかがえる。
（Season1第7章）8年前の事件で殺された桶川カヤコとは密かに愛し合っており、その事件を引きおこしたとされるサキを追い詰めようとしている。が、サキに先手を取られて警察から指名手配を受けることになり、身を隠す。半年の潜伏の後に復帰。
（Season2第1-2章）お互いに南川や笠木組残党との敵対関係があるため、結果的にNightJewelと手を組む。
（Season2外伝）若頭補佐であった猪谷の暴走を止めるため、再度NightJewelと手を組む。
（Season3第2章）桶川会会長就任前に、8年前の事件の清算という名目で、桶川カヤコの殺害に絡んだ者全てへの復讐を企てる。南川殺害に失敗した後、桶川会まるごと六本木から姿を消す。
南川雅貴（みなみかわ　まさたか）
声 - 佐々木望
六本木に本社を構えるIT企業グループ「ネクサスター」社長。六本木を取り仕切っていた「財界の有力者」で、自他に厳しく部下からも恐れられている。
主人公の姉を探している人物のうちの一人。8年前の事件にも関わっている。
もともとは孤児で、大富豪に引き取られたがそれが小児同性愛者であり、悲惨な過去をおくってきた。その経緯から「奪われたものを全て奪い返す」というメンタリティで動いている。
父親のDVの激しい家庭で育ち、鬱になった母親が父親を殺して自殺するという、凄惨な家庭環境を経ていた。Season3で登場するスミレは当時の幼馴染。
（Season1第1章）もともとミズキと顔見知りで、セレブしか入れない高級クラブへの潜入のため、主人公から彼に協力を依頼する。
（Season1第3章）スマイルファイナンスの資金源（金主）の正体。モクセイの直接の雇い主で、笠木組とスマイルファイナンスの関係を知られないようにするために鮫島と犬塚を追放する。
（Season1第6章）壊滅状態となった笠木組の残党を使って、友愛館の地上げを画策する。それは「グランエリア六本木」を作るという野望のためだった。
（Season1第7章）サキと再会し、お互いに協力することとなる。南川としてはサキの持つ自分の犯罪の証拠を隠滅したいという目的があった。だが協力していたはずのサキに陥れられ、脱税の罪で警察に逮捕される。半年後に釈放が報道される。
（Season2第1章）「ネクサスター」の社長に復帰。斎賀と連絡を取り、NightJewelの処分を企む。
（Season2第4章）斎賀の暴走に付いていけなくなり、袂を分つ。NightJewelに六本木の治安回復を期待する。
（Season3第4章）チームの前に現れ「対桶川会」の共闘をもちかける。中華マフィア「麒麟」が桶川会をかくまっているという情報をチームに与えるが、それらすべてが南川の仕組んだ罠で、伊豆大島にチームがいる際に裏切りを自ら暴露。チームを窮地に追い込む。
　真の目的はチームを打倒することではなく、ネクサスターの軍需部門「NexasterArms」が開発した装備のプロトタイプの検証をチーム相手に行うことだった。目的を達成できなかった南川は再逃亡するが、ヘリに乗る直前にスミレと邂逅する。

水瀬シズク（みなせ　しずく）　※
声 - 日岡なつみ
25歳　政治家
若手政治家で、普段着は和装。見た目は25歳には見えないほど幼く見える。性格は逆に25歳と思えないほど老練。自己犠牲心も強く、他人を危険な目に合わせることを嫌う。
父親の水瀬完大は防衛大臣まで務め上げた有名な政治家で、伊月と懇意にしており、伊月の正体を見抜けなかったことに責任を感じて（という表向きの理由で）政界を引退。その地盤を引き継ぐ形で25歳で衆議院に最年少当選。父親の秘書のような仕事をしていたことから、防衛省時代のカオリと面識があった。斎賀の件でカオリと連絡を取り合い、表には出てこない形でNightJewelの支援をしていた。
本編ではSeason2第2章で初めてNightJewelの前に登場。
実は斎賀を防衛省の研究所から追放した張本人で、当時から斎賀の危険思想を危ぶんでいた。カオリに協力する形でNightJewelの支援をしていたが、事ここに及んでNightJewelと直接対峙。試験期間と言いながらも協力関係をとることになった。
（Season2第3章）K&M会の過去の悪事を暴くために調査を開始。K&M会にはもともと政治家だった伊月や完大、現役政治家の郷山らが関係しており、一部の人間は裏で斎賀ともつながっていた。そのため、斎賀の強化人間たちに命を狙われることになる。
（Season2外伝）外伝の主人公のひとり。六本木署襲撃事件で主人公が攫われたことや、事件が斎賀の協力者の一人であった八上の仕業だとわかったことで、NightJewelと協力する。
葛城　伊蔵（かつらぎ　いぞう）
シズクの側仕えで護衛も兼ねる。古武術の達人。仰々しい物言いが特徴。

### 帝王大付属高校
東方ユウキ（ひがしかた　ゆうき）　
鬼川ナツ（おにかわ　なつ）
NightJewelの同項を参照
山里キリカ（やまざと　きりか）　※
声 - 優木かな
18歳　女子高生
Season1第1章から登場。三年生。明朗快活で悪く言えば能天気な性格に見えるが、時折不安定なところを見せ、しばしば体調不良にて保健室に出入りし始める。きっかけは不明だがドラッグの依存症となっており、裏で「クダモノ」に協力してドラッグの売人となり、高校の中にドラッグを流通させていた。兄が桶川会の構成員であることから、クダモノと兄の板挟みに遭う。その後発生した不幸な事件の後、行方をくらませる。以後、主人公にとっては彼女を助けられなかったことがトラウマのような存在になる。
（Season1第7章）再登場。第1章の事件後にサキに偶然ながら命を救われ、サキと行動を共にしていた。サキの依頼で主人公へのメッセージを伝えるために現れる。その後、サキの身の危険を察知し、サキを助けるためにNightJewelを訪れ、NightJewelとともに行動する。事件解決後に高校に復帰。
（Season2第4章）高校が斎賀の強化人間に襲われた際に、偶然出会った主人公たちに協力する。
（Season3第1章）出席日数が足りず留年し、二度目の三年生。自分がドラッグ被害に遭った経験と、サキやNightJewelからの影響で、高校生のドラッグ被害を失くすべく独自で活動を始めた。主人公が高校を辞めさせられそうになった際には、最上級生として率先してナツ、トウカとともに生徒の署名を集め、主人公の退職をくいとめた。
沼倉（ぬまくら）
数学担当。女好きでそれを隠そうとしない。ねちっこい性格で、生徒からの人気は壊滅状態。
校長
Season1第7章の"長谷部"の項目を参照
教頭
教頭。主人公に厳しい。外見的特徴としてハゲている。
柊トウカ（ひいらぎ　とうか）
NightJewelの同項を参照
厳原校長
長谷部の後任として赴任してきた校長。
Season3第1章の"厳原校長"の項目を参照

### その他
サキ
主人公の姉。Season1全体のキーパーソンとして名前だけは序盤から登場する。
Season1第7章の同項を参照

### Season 1

#### 第1章 不良外国人 編
デュロス
六本木の外国人マフィア「クダモノ」内部組織「ブドウ」のボス。部下が取引を邪魔されたことを理由にユウキを誘拐し、主人公とNightJewelを呼び出すが、不意打ちを受けてユウキを救出されてしまう。その後はNightJewelの妨害に遭うことで少しずつ組織としての力を削がれていき、追い詰められた際にユウキを人質にするために帝王大付属高校に侵入する。NightJewelに敗れて警察に連れていかれそうになるところを、一誠に射殺される。
マルコ
「ブドウ」の幹部。NightJewelからはただの筋肉バカと評される。
ガリアルノ
「クダモノ」内部組織「イチゴ」のボス。キリカをドラッグで操り、キリカに売人のような真似をさせた。キリカによって射殺される。
ガイル
「イチゴ」の構成員。優男で、ヨシカを狙っていたところを偶然、主人公が助けに入る。ガリアルノの指示でデュロスの加勢に派遣される。
クロノ
「イチゴ」の幹部。「クダモノ」崩壊時に行方をくらませていたが、第3章にて再登場直後に爆殺される。
ラチェスター
「クダモノ」内部組織「ミカン」のボス。
ファルコン
イスラエル流護身術クラヴ・マガの達人。
山里　一誠（やまざと　いっせい）
キリカの兄。桶川会の構成員。鬼瓦の指示でNightJewelと桶川会の連絡役として行動する。ミサトのような女性に弱いらしくミサトのお願いは断れない。実は桶川会を裏切ってイチゴのスパイとして動いており、気づいた牛瓦に殺される。
天海ヨシカ（あまみ　よしか）　※
声 - 八木侑紀
22歳　パティシエ
レノアビルのオーナーの娘。
花笠ツボミ（はながさ　つぼみ）　※
声 - 大西綺華
25歳　花屋
花屋の看板娘。花占いが得意。六本木で長く働いているため、それなりに情報通。
京極ナナ（きょうごく　なな）　※
20歳　カジノのディーラー
「クダモノ」の運営する裏カジノのディーラー。ガリアルノの愛人だがそろそろ関係を断とうとしている。

#### 第2章 命の値段 編
加賀見　徹（かがみ　とおる）
不動産会社「イルティエ」の社長。裏で臓器売買に手を染めている。過去に主人公の姉と関係を持ち、8年前の事件の実行犯であることを告白するが、この段階ではそのことが事実か否か全くわからない。
馬場　雄太（ばば　ゆうた）
イルティエの副社長で加賀見の幼なじみ。主人公とともにビルから落下して死亡する。8年前の事件の実行犯の一人である、と加賀見が独白する。
蔵馬　舜一（くらま　しゅんいち）
イルティエの幹部。
三条　修二（さんじょう　しゅうじ）
イルティエの社員。
リボン
自殺サイト「楽園の階段」を使って自殺志願者を集めている女性。イルティエに弱味を握られて動いているに過ぎず、NightJewelが踏み込んだ際に「助けて」と言い出したため連れ出した。主人公に説得され警察に自首することになるが、翌朝、無残な姿で発見される。
ハナナシ
殺し屋。鼻が削ぎ落されているという独特な風貌。事件後、墓地の近くで遺体として発見される。
ドクター
イルティエに協力し臓器を取り出していた医者。正体は海外で仕事をしているはずのアズサの父親で、栗原幸信（くりはら　ゆきのぶ）。妻が臓器移植でしか治らないという病に罹っており、その臓器を確保すべくイルティエに協力していた。アズサの身を助けるためにNightJewelに裏で協力し、アズサを救い出す際に加賀見に撃たれ死亡。
滝田（たきだ）
滝田重工の会長。
8（ハチ）
イルティエの重要情報をNightJewelに送り付けてくる謎の人物。
小笠原マイ（おがさわら　まい）　※
声 - 天野聡美
22歳　保険会社事務員
三条の彼女。ラウンジで働いている。
葉山ユミ（はやま　ゆみ）　※
声 - 東城日沙子
26歳　弁護士
テレビにも出演する人権派弁護士。本人は陽気で派手なことが好きなパリピ系。
徳寺マリア（とくでら　まりあ）　※
声 - 菊池紗矢香
26歳　刑事
Season2外伝、Season3第3章なども参照。
森口シオリ（もりぐち　しおり）　※
声 - 諏訪ななか
21歳　ハッカー
若いが凄腕。基本的には悪事を嫌うホワイトハッカー。身の安全のためにネットカフェを渡り歩いて暮らしている。
アズサの母
神楽　瑛人（かぐら　えいと）
Season3第1章の同項を参照

#### 第3章 黒い融資 編
向井アンナ（むかい　あんな）　※
声 - たかはし智秋
29歳　元警察官
もと渋谷の刑事で、優秀だが冷酷で残虐。不祥事をきっかけに退職した。
ミサトの学生の頃からの知り合いで柔道の先輩。両親が借金を背負ったという共通した境遇から、昔はミサトに目をかけて可愛がっていた。
つかみどころのない性格で、特に性的な言動で主人公を翻弄する。お金を儲けることに執着するが、必ずしも行動原理はそれだけではなく、気に入らない者には従わない。ミサト以上の柔道の達人だが柔道にこだわらず、爆弾などの道具も多用することで、ひとたび戦闘すればNightJewelの誰よりも強く、全員を相手取ってなお対等に戦い抜く実力の持ち主。味方になったり敵になったり、立ち位置の変化が非常に激しいが、主人公とNightJewelのことは気に入っている様子で、金銭が伴わない状況では協力関係になることが多い。
第3章の序盤では偶然出会った主人公とミサトおよびNightJewelに協力したり、主人公を呼び出して自分の用事を手伝わせたりした。鮫島に金で雇われてモクセイを倒し、NightJewelとも敵対するが、それはNightJewelを使って鮫島を殺すことが目的だった可能性がある（主人公の推測だが本人は否定しない）。大金を得て、六本木を去る。
（Season1第7章）南川に雇われる形で再び六本木に現れる。主人公たちと敵対するが、途中で南川を裏切ってNightJewel側に着くことを選ぶ。
（Season2第4章）斎賀討伐の戦力として南川から派遣され、NightJewelに合流する。
犬塚　吾郎（いぬづか　ごろう）
スマイルファイナンス社員。鮫島とともに南川から見放され、スマイルファイナンスからは失脚する。鮫島とともにNightJewelをおびき出す。最後はNightJewelの手から逃げ切った。その後タクシーで逃亡を謀るがタクシー運転手に扮していた青井に殺され、後に死体で発見される。（青井は自分が飼っていた猫をとても可愛がっており、その猫を殺した犬塚の事を非常に憎んでいた為。）
天野　邦生（あまの　くにお）
スマイルファイナンス社長。NightJewelの作戦の一環で誘拐された際に、すぐさま口封じのためモクセイに処分される。
錦　聖哉（にしき　せいや）
スマイルファイナンス社員。後に「グリーンファイナンス」社長。
モクセイ
裏格闘技界の元チャンピオンで、残虐すぎて追放されたという経歴を持つ。NightJewelが手こずったファルコンを簡単に倒すなど驚異的な強さを誇り、必要とあれば殺人も厭わない。が、鮫島に雇われたアンナにあっさりと敗れ、無残な姿で南川の下に戻る。
鮫島　忠治（さめじま　ただはる）
元新宿の闇金業者。5年前に笠木組に加入した。女に目がなく、借金などの理由をつけては女を襲うレイプ魔。
第3章のキーパーソンとなっており、ミサトやアンナにとって借金に関わる因縁の相手であり、アンナとは親子関係にある可能性が濃厚（気付いていないのか気にしていないのか、本人からは言及がない）。南川に見放されて失脚した後もNightJewelをおびき出そうとした。ユキヒサを人質に最後の抵抗をしようとするが、ユキヒサと二人きりという状況下で自分のナイフが刺さり死亡する。
流　長明（ながれ　ちょうめい）- ナガレ
Season1第5章の同項を参照
大場ユキヒサ（おおば　ゆきひさ）
ミサトの弟。姉を溺愛し、主人公を敵視する。年齢が近く見た目は美少女のナツのことが気になるようだが、特に進展はない。
両親の死のきっかけとなった鮫島のことを殺したいほど憎んでいる。ナツがうっかり漏らした鮫島の居場所の情報から、鮫島を殺すため（？）に現場に移動するが、逆に人質として捕まってしまう。
青井　研介（あおい　けんすけ）
アオイロローンの元社長。現在はスマイルファイナンス系列の風俗店「ピンクフレッシュ」で働いている。自分の飼い猫を殺した犬塚を殺したいほど憎んでいる。
日下部カノン（くさかべ　かのん）　※
声 - 真野あゆみ
20歳　発明家
有名な発明家の孫娘。本人もかなり優秀な発明家。
山崎ノゾミ（やまざき　のぞみ）　※
22歳　社長秘書
南川の秘書を勤めている。
染谷コウ（そめや　こう）　※
18歳　グラフィティアーティスト

#### 第4章 洗脳教団 編
宮崎　迅（みやざき　じん）- ジン
レンの地元の古い知り合い。暴走族「紅」の元総長。アカゲ教団の粛清部隊の一人で、教団にとって都合が悪い人間を裏で始末している。
過去にレンと敵対し、敗北したことがあり、その結果「紅」は解散状態に陥った。レンに対しては極めて複雑な感情を持っている。
Season1外伝にて、過去に、レンに対して極めて儚い恋心を持っていたことが判明した。
飴田　貴史（あめだ　たかし）
アカゲ教団の粛清部隊の一人で、教団にとって都合が悪い人間を裏で始末している。
ミツヒロ
俳優。アカゲ教団の看板。実力を伴った俳優でカリスマ性もあり、教団内で影響力が強い。寝ている時間がわからないなど、実生活には謎が多い。
大塚カイト（おおつか　かいと）
レンの美容室の顧客で、アズサと同じ大学の学生。オカルト犯罪の研究をしており、今はアカゲ教団を調査している。その縁で、主人公やレンと互いに協力することになる。
協力する中でバー「NightJewel」も知るが、二人を含むNightJewelのメンバーが「六本木の裏で正義を執行する女性チーム」だということには気付かない。
立花マコ（たちばな　まこ）　※
声 - 平山笑美
27歳　舞台女優（劇団員）
レンの幼馴染で親友。ジンとも知り合い。アカゲ教団に入信してしまう。レンの助言で教団から距離を置くものの、レンとの関係をジンに知られていることから、ジンに何度も利用される。実はアカゲ教団の教祖として担ぎ上げられているが、彼女自身は何もしておらず、ただ信仰の対象として利用され崇められているだけである。
五十川（いそがわ）
教団の代表。五十川というのは偽名で、正体は詐欺師。極めて弁舌に優れ、人から信用される能力に長ける。
久田　孝作（ひさだ　こうさく）
老人。教団への入信を検討している際に主人公と知り合う。説得を試みるが結局入信してしまう。教団の行っている犯罪に巻き込まれそうになり、主人公に助けを求めるが間に合わずに大怪我を負ってしまう。
河内　弘樹（かわうち　ひろき）
演出家。女に目がなく、体の関係を持った女優を優先して抜擢するなど、一時代前の小悪い業界権力者。
畷クルミ（なわて　くるみ）　※
25歳　予備校講師
教団に命を狙われている女性の一人。元カレの部屋に逃げ込むが、その元カレがジンと飴田に惨殺される。
タカヒロ

#### 第5章 記憶の鼓動 編
油谷　隆（あぶらたに　たかし）
都知事。都民からの人気はあまりない。裏で女子高生と関係を持つロリコン。笠木組と繋がっている。NightJewelの罠にかかり尋問を受けているところを笠木組によって助け出され、笠木組によって殺された。ただ殺されたわけではなく、最新科学研究所の研究成果により別人の体に記憶を宿らせることとなる。だがしかしそれはもう本物の油谷ではなく、かといって体の持ち主の記憶が残っているわけでもなく、誰でもない誰かだった。本人も自分の存在に戸惑いながら、桶川会に引き渡されて物語から退場する。
キョウ
笠木組の組員。笠木組のリーサルウエポンと呼ばれる。
高山ミドリ（たかやま　みどり）
笠木組の組員。笠木組のリーサルウエポンと呼ばれる。最新科学研究所の被験者。最終的には人間とは思えない「怪物」と呼ばれるような容姿となり、ナガレやキョウの命令しか受け付けない改造人間となるが、わずかに人間としての意識は残している。
流　長明（ながれ　ちょうめい）- ナガレ
第3章から登場。鮫島の舎弟で笠木組幹部候補の切れ者。鮫島の失脚後に笠木組の幹部にのし上がる。第5章でNightJewelが笠木組と敵対した際に再登場。笠木組と最新科学研究所を守るためにコウヤの記憶を持った男を探していた。キョウと高山を従えてNightJewelや桶川会と戦うが、結局桶川会に手にかかり、笠木組は壊滅状態になる。
大聖寺　正樹（だいしょうじ　まさき）
最新科学研究所の所長。笠木組の組員でインテリヤクザ。最新科学研究所で不老不死の研究をしており、財界の有力者などスポンサーを多く抱えているため、笠木組の中でも立場が強い。
毛利の妻の記憶が入ったUSBを持ち、それを使って毛利を協力させていた。ナガレの率いる戦闘部隊が全て敗北した後、Nightjewelに捕らえられる。が、感情に任せてその場でUSBを破壊し、同時に彼の運命も決まってしまった。
毛利　陽介（もうり　ようすけ）
脳科学者。最新科学研究所の研究責任者。笠木組に協力している。
大聖寺の持つUSBに入っている妻の記憶を使って、もう一度妻と逢うことを目的に、研究を続けている。だが彼が研究する方法では「妻ではない誰か」に妻の記憶を持たせても、それは「妻でも誰でない誰か」になるだけで、それは毛利も薄々気づいていた。USBを取り戻すことを条件にNightJewelに協力を約束するが、結果的にUSBを破壊されたことで死んだ妻に逢うことへの呪縛から解放される。
遠藤コウヤ（えんどう　こうや）
ハルの元カレ。物語開始時点で死亡が確認されているが、第5章のキーパーソン。
コウヤが笠木組や最新科学研究所の秘密をある程度まで暴いていたという事実と、死体となって発見された後に協力者との接触を図っていることから、彼の記憶が他人に移されているという前提で笠木組やNightJewelが彼の記憶の持ち主を探す。
ロッシー早川（ろっしー　はやかわ）
第1章にも少しだけ登場。探偵。遠藤コウヤの知人で、その縁でハルのことを以前から知っていた。笠木組により油谷の記憶を移植され、ロッシーとしての自我は以後現れなくなる。
濱上（はまがみ）
遠藤コウヤを殺したと言われている男。

#### 第6章 沈黙の涙 編
内海トモヤ（うつみ　ともや）
友愛館を運営している。友愛館出身で、ミズキ、メグと三人で兄妹のような関係。1億円の借金（借金の原因は告白なし。友愛館の運営上の借金の積み重ねと思われる）を抱えており、それを見越して現れた地上げ屋「アーバンハウジング」の登場に思い悩む。一発逆転を狙って裏カジノを訪れるが、そこでカモにされ、さらに6000万円の借金を背負う。カジノから紹介された交渉人の江口に依頼し、アーバンハウジングからの地上げ料を2億円にした上で4000万円を手数料として渡すことにする。だがアーバンハウジングからは1億しか支払われず、途方に暮れる。
Season1外伝にてギャンブル好き（だが向いていないこと）が判明する。
岬メグ（みさき　めぐ）
友愛館でトモヤを手伝っている。友愛館出身で、ミズキ、トモヤと三人で兄妹のような関係。借金の返済のためにセクキャバで働いている。ケースケが借金の帳消しを引き換えに体の関係を迫り、関係を持ってしまう。が、今度はそれを理由に脅され始める。主人公がたまたま助けに入ったのをきっかけに、セクキャバのバイトは辞める。
辛島　進（からしま　すすむ）
アーバンハウジングという不動産会社の社長。笠木組の残党。南川の指示で友愛館の土地を地上げしようとしている。
ケースケ
アーバンハウジングの専務。笠木組の残党。チンピラで小悪党。興奮すると辛島でも抑えられない。
江口　智（えぐち　さとし）
当初は過去に地上げの被害に遭った同志として、友愛館への協力者とみせかけていた。その実は交渉人として、値上げをした上でアーバンハウジングに友愛館を売り払ってしまった。さらに本当のところは桶川会の運営する裏カジノの協力者で、友愛館の土地売却代の一部を報酬として入手する予定だったが、牛瓦に裏切られる。NightJewelと友愛館が自分の報酬を横取りしたと考え、メグと、居合わせたミズキを攫ってNightJewelとの交渉に入ろうとするが、紆余曲折の末に牛瓦の裏切りに気づく。が、直後に事故を装って殺害される。
もともとは最新科学研究所の被験者で、副作用としてテレパシー（精神感応）の能力を得た人工超能力者。相手の心をある程度読むことができ、その能力で交渉人のリーダーとして働いていた模様。
マダラ
江口とともに友愛館の協力者として現れた、感情をほとんど表さず、話もしない男。
その実は最新科学研究所の被験者で、副作用としてサイコキネシス（念動力）の能力を得た人工超能力者。能力を使っているときは集中しなければならないため、集中を乱されると能力が途切れる。また、超能力以外の戦闘能力はほとんどない。
その能力を使って江口の身辺警護のようなことをしていたが、偉そうに命令する江口のことを内心では嫌っており、事故に見せかけて殺害する。誘拐などの罪を江口に押し付ける形で警察からは早々に釈放され、その後は桶川会に直接雇われる形となり、牛瓦の指示で動いている。江口から解放されて以降は、むしろよく喋る。
Season1第7章で幾度か牛瓦の指示で主人公たちを襲うが、上記のような弱点もありNightJewelを仕留めきれず、最後はエノンに殺される。

#### 第7章 最後の真実 編
須田山（すだやま）
副総監。伊月と繋がっており、お互いの地位の向上のために様々な悪事に手を染めている。8年前の事件にも関係しており、調査を開始した鬼川勇作を、事故を装い殺そうとした。情報を得ようとしたNightJewelによって拉致され、その監禁場所に踏み込んだ牛瓦とマダラに殺されかける。NightJewelがマダラを倒すことでNightJewelに助けられた形になるが、その直後に現れたエノンに殺されてしまう。
塚本　幸一（つかもと　こういち）
パーティに現れたサキを連れ去る。実は警察官でありながら南川と癒着して南川のために動いており、サキを探していたのも南川の指示によるものだった。主人公達と対峙しているところをマダラの襲撃に遭い、死亡。その後、彼がガリアルノを殺していたことが判明する。
同じ警察という組織に所属していたものの、須田山の悪事とは無関係。
サキ
主人公の姉。8年前の事件を引き起こした人物として、様々な人物から様々な理由で名前を聞く。
22年前、17歳の時にレイプの被害に遭い、失踪。体を売るような生活を送ってボロボロになっていたところを、伊月に見込まれ、伊月の下で働き始める。もともとの優秀さに加え、目的を達成するためには身体を使って男を落とすことも厭わなかった。伊月の指示に従って南川を誘導し加賀見たちを使って桶川カヤコを殺害させ（8年前の事件）、その際に南川の脱税の証拠を握る。その直後に、伊月と須田山の計画を知ることになり、伊月の嘘に気づく。事件関与の証拠動画を鬼川勇作に送り付け、自分は事件のほとぼりが冷めるまで身を隠すことにした。
表向きは伊月に協力しているという体裁で、NightJewelのリーダー後継者として主人公を推薦する。この際、主人公が「本当の弟でない」ように見せかけるために、さまざまな手段を講じている。その後にキリカを助け、保護している。
伊月のパーティに出席する形で六本木に再登場する。塚本に連れ出され南川の下へ行き、そのまま南川と協力を約束する。それはあくまでもフリで、サキとしては南川、牛瓦、伊月のパワーバランスを利用して三者とも弱体化させ、あわよくば破滅させるつもりだった。作戦通りに牛瓦を指名手配に追い込み、南川を警察に逮捕させ、伊月との戦いに向かう。伊月の銃から主人公をかばい、主人公の背中を押す言葉を伝え、そのまま眠るように事切れた。
長谷部（はせべ）
帝王大付属高校の校長。主人公のことを気にかけているように見える。
実はもともと伊月の部下で、NightJewelに所属する主人公とナツに配慮するよう伊月から指示されていた。サキに伊月の真の目的を聞いてからは、サキに協力していた。エノンの狙撃で死亡。
伊月　住吉（いつき　すみよし）
実は8年前の事件の首謀者。正義のためと嘘をつき私利私欲のためにサキをいいように使った。記憶の移植や薬物・脳外科による人体強化などの、最新科学研究所の研究をサキを使って盗み出したり、サキを使って南川を動かし、桶川カヤコを殺したりした。鬼川勇作に自分の悪事がバレそうになったことから、政界を引退ししばらく身を隠していた。最近になって復帰のため、NightJewelを再結成し、サキの勧めでそこに主人公を引き入れるなどの活動を開始した。
エノンを雇い入れ、桶川会会長を殺害して8年前のような状況を作り出すとともに、邪魔になった鬼川勇作、須田山を殺害。
サキを拾って育てたり、カオリを見込んで抜擢したり、新生NightJewelを結成するなどしていたが、それらは全て最終的には捨てゴマのつもりだった。たまたま正義感が強く能力の高い人材を集めたため、最終目的を知られた途端にことごとく反旗を翻されることになる。
実は重度の心臓の病気で余命も宣告されており、自分の記憶を移す器として主人公に目を付けていた。自らに薬物を投与しNightJewelと戦い、最後は心臓が負担に耐えられなくなり死亡した。
エノン
伊月に雇われている殺し屋。最新科学研究所の被験者で、副作用としてクレヤボヤンス（透視・千里眼）の能力を得た人工超能力者。その能力を生かした優れたスナイパーであるが、性格は覗き見趣味の小悪党。伊月のパーティ出席者への狙撃（目的不明）の後、桶川会会長と長谷部校長を手にかける。次は鬼川勇作を狙い、主人公たちが鬼川勇作を救い出した時に初めて主人公たちの前に姿を現す。次には須田山を処分するために現れ、その場でNightJewelを殲滅しようと調子にのっていたところを、そこにいたマダラとの戦いになる。能力の差でマダラを仕留めるが、動けなくなっているところを牛瓦に射殺される。
鬼川　勇作（おにかわ　ゆうさく）
ナツの父。監察官。8年前にサキから（サキからとは知らずに）伊月と須田山の癒着している証拠動画を受け取り、独自で捜査を始めるが、本人は交通事故を装って殺されかけ、証拠はもみ消された。そのまま8年の間、病院で意識不明のまま入院している。主人公とナツが病室に訪れたところをエノンに狙撃され、そのショックで目を覚ます。主人公、ナツと、合流したアズサに助け出され、ミサトの病院で一時的にかくまわれる。自分の知る8年前の情報を病室で主人公たちに教えていたところ、娘をかばうような形でエノンの凶弾に倒れる。
マリカ
須田山がお気に入りのキャバクラ嬢。
桶川会会長
名前は不明。章の前半で狙撃、殺害される。8年前と同じく南川とサキの仕業に見せかけようと、伊月がエノンを使って殺させた。
桶川カヤコ（おけがわ　かやこ）
桶川会会長の孫娘。8年前の事件「高級マンション殺人事件」の被害者で、実行犯は加賀見と馬場とされている。彼女が殺されたことで、桶川会会長は精神的ダメージから表に出なくなり、恋人を殺された牛瓦は自ら片目をえぐって復讐と六本木を手に入れることを誓った。

#### 外伝 変えたくない今 編
この外伝では、メンバーの過去を、主人公が関係者（あるいは主人公本人）になって追体験する。その体裁のため、この章で描かれる物語は真実なのか主人公の妄想なのか最後まで断定はできないが、基本的には過去の事実が描かれていると判断して差支えがない構成となっている。
ミズキのストーカー
佐倉タクミ（さくら　たくみ）
ミサトがアルバイトしている中華料理店の見習い料理人。
野々宮ケイン（ののみや　けいん）
アズサの大学の先輩でサバゲー同好会会長。
松坂アキナリ（まつざか　あきなり）
ユウキが高校時代の古典の教師。
スカウトマン
堂場ハヤタ（どうば　はやた）
ナツの転校前の学校での同級生。

### Season 2

#### 第1章 新たな巨悪 編
柊トウカ（ひいらぎ　とうか）　※
NightJewelの同項を参照
栄島　孝蔵（えいしま　こうぞう）
エバーランド製薬社長。
栄島　真太郎（えいしま　しんたろう）
エバーランド製薬副社長。孝蔵の息子。
斎賀　傾夜（さいが　けいや）
Season2のキーパーソン。防衛省時代のユカリの研究所での同僚。危険思想が理由で追放され、その後は行方がわからなくなっていた。
最新科学研究所に入り、主に脳内麻薬物質からなる「脳内神経物質増強薬」を使い、人間の改造を研究していた。最新科学研究所がNightJewelによって活動停止状態になった後も独自に研究を続け、薬物強化人間を操るまでになった。
南川に協力する形でNightJewelの前に登場。主人公に毒物を投与し、主人公を苦しめる。薬物強化人間やナギを操りNightJewelを何度か追い詰めるが、仕留めるには至らず。裏でトウカに指示を出していたが、トウカが過去にNightJewelのメンバーの一人と繋がりを持っていたことまでは調査できておらず、トウカは指示通りの行動をとれない状況に陥っていた。そのためトウカの正体が発覚した時点で直接的にトウカを使い始める。
最終的にはトウカとミズキの繋がりが原因で、薬物によるトウカの支配ができなくなり、トウカを廃棄するような形で一旦身を隠す。
(Season2第2章)斎賀の手による強化人間は、運動能力以外にも特定の知覚（視覚・聴覚など）を強化できることが匂わされる。
(Season2第3章)毛利の技術であった「記憶と人格の移植」を、斎賀も可能なことが匂わされる。
(Season2第4章)伊月のコピーを連れて自らNightJewelの前に登場。伊月の肉体の器として主人公に目を付け、主人公を手に入れるべく六本木各所で強化人間による騒ぎを起こす。帝王大付属高校を強化人間に襲わせ主人公を呼び出したが、主人公の捕縛には失敗する。
ナギ
テンションの高い男。斎賀の研究対象の一人で、薬物を投与されても意識を保つことができる貴重な被験者。もとは裏格闘技界のチャンピオンで、初めての敗北を喫した後、強さを求めて斎賀の被験者になった模様。トウカに対してライバル心とも呼べる敵対心を持っている。斎賀の作る薬物に対して一定の耐性を持っており、複数回の投与や過剰投与にもある程度までは耐えられていた。そのため斎賀に便利に使われていたが、最後は斎賀の手で注入された薬物に耐えられず、死亡。

#### 第2章 善と悪の境 編
蛭田　慎（ひるた　しん）
覚せい剤を輸送するタンカーの中で出会った謎の強化人間。もともとヤクザとは関係ない一般人だったが斎賀の研究対象となった。身体強化に加え、内耳の強化により相手の行動の先読みが可能という特殊な能力を持つ。それを利用した戦闘能力は薬剤を付与されたトウカに匹敵する。
志波　辰巳（しば　たつみ）
六本木署薬物銃器対策課の刑事。木南と組んで密輸の手助けをする代わりに実績を上げていた。笠木組と癒着するうちに自ら覚せい剤に手を出し始めてしまった。アマネには、警察の堕落を象徴する人物だと評価されている。実はアマネの実の父親だが、アマネは気が付いていない。
圷アマネ（あくつ　あまね）※
声 - ルゥティン
24歳　刑事
六本木署薬物銃器対策課の刑事。幼いころの父親の姿に憧れて警察官になったが、腐った警察組織に辟易している。
性格はかなりのサディスト。主人公と接した際に、主人公をいたぶって楽しんでいた。後輩のキョウには厳しいが、大切に思っている様子も垣間見られる。
NightJewelメンバーとの最初の出会いはNightJewelのガサ入れで、それは志波の仕組んだ罠だった。早い段階で主人公やメンバーの素性を見抜き、遠回しながらも警察からかくまうような姿勢を見せる。木南の罠にかかる形で大けがを負う。
（Season2第4章）怪我から復帰。NightJewelのメンバーが囚われた際の救出メンバーの一員として、主人公と行動を共にする。
（Season2外伝）外伝の主人公のひとり。上司に当たる榊の命令で六本木署襲撃犯を追う。マリアと共同での捜査を命じられるが、マリアとは性格も捜査スタイルも合わず犬猿の仲である。途中NightJewelと共同で八上、猪谷に対することになる。
水瀬シズク（みなせ　しずく）　※
NightJewelの周辺人物の同項を参照
木南　誠（きなみ　まこと）
もと笠木組。志波と協力することで大量の覚せい剤密輸を成功させている。笠木組の崩壊を恨んでおり、直接関与したNightJewelや桶川会、協力関係にあったが肝心な時に無視を決め込んだ政治家たちへの復讐を狙っている。
義郷キョウ（よしさと　きょう）※
声 - 藤本彩花
22歳　婦警
アマネの後輩。未だ一婦警であり、アマネに憧れている。正義感が強いが空回りするケースも多いドジっこ。バストサイズが大きい。
良くも悪くも主人公たちが悪い人間でないと気づき、主人公たちを糾弾するような行動はとらなくなる。
（Season2第4章）NightJewelのメンバーが囚われた際の救出メンバーの一員として、主人公と行動を共にする。
義郷ヒロ（よしさと　ひろ）※
声 - 藤本彩花
22歳　駅員
キョウの双子の妹。顔はそっくりだが性格もスタイルも似ていない。性格はおっとりした天然で、胸はささやかなタイプ。
栄倉　一夫（えいくら　かずお）
笠木組を援助していた政治家の一人。
尾藤　二郎（びとう　じろう）
笠木組を援助していた政治家の一人。

#### 第3章 因縁の鎖 編
郷山　道明（ごうやま　みちあき）
日本あけぼの党の議員でシズクの政敵。K&M会の元会員。K&M会の秘密を探ろうとするシズクに対して、さまざまな妨害工作を行う。
マキ
K&M会にクスリ漬けにされた元モデル。専門施設で療養中。ミズキの顔見知り。
倉貫（くらぬき）
留置所で木南を殺害したとされる刑務官。実は体内に田中の人格データが入っていて、木南を口封じのために殺した。
中嶋（なかじま）
シズクに付いている事務員。後に田中の人格を埋め込まれ、Nightjewelと戦うことになる。
バイクの男
シズクと共に湯浅に会いに行く道中、主人公たちの命を狙いに追走してくる。中に田中の人格が入っている。
田中
人格データを取られている謎の強化人間。本来の肉体は確認できないが、蛭田→倉貫→バイクの男→中嶋と体を変え、Nightjewelと戦う。だが、中嶋との戦いの際に欠陥も見え始める。
湯浅（ゆあさ）
ユアサ重工の社長。K&M会の元会員。自身の身の安全を求めてシズクに取引をもちかける。過去にマキを愛人にしており、マキをクスリ漬けにした張本人と思われる。

#### 第4章 交わる表裏 編
不審者の男
金髪に黒のタンクトップを着た不審者。
主人公の部屋に偵察に来たり、トニーを捕らえたりと邪魔をしてくる。その正体は斎賀の手先の強化人間。
警視庁の刑事部部長、公安部部長、警察学校校長
それぞれ、斎賀傾夜による手術・人格のすり替えが疑われていた人物。
大池　百合子（おおいけ　ゆりこ）
長官官房首席監察官。斎賀によって手術が施され、中身は別の誰か（伊月のコピー？）となっている。
伊月のコピー
伊月の肉体を再度作り出し、元の人格をコピーした強化人間。斎賀によるメンテナンスが無ければ長く生きられない。
財務大臣、防衛大臣、内閣官房長長官
斎賀により人格のすり替えが行われていた可能性が高い人物たち。斎賀の死亡でメンテナンスが不可能となり、意識不明の昏睡状態に陥る。
日下部カノン、森口シオリ、立花マコ、向井アンナ　※
NightJewelのメンバーが囚われた際の救出メンバーの一員として、主人公と行動を共にする。

#### 外伝 三つの終着地 編
この外伝から、複数メンバーのストーリーを並行して進める形式になる。
シトリン
トウカが可愛がっている公園の野良猫。
榊　篤彦（さかき　あつひこ）
アマネの新しい上司。アマネは斎賀事件の単独行動で上層部から目を付けられており、手綱を握る役を任されている。
八上　崇一（はちうえ　そういち）
斎賀の協力者で、斎賀によって改造されている。斎賀の死で自分の余命もわずかになってしまい、その逆恨みでNightJewelと六本木の街への復讐を企てている。
猪谷　昌（いがや　あきら）
桶川会若頭補佐。牛瓦と確執があり、牛瓦が会長代理になっているにもかかわらず自分が若頭補佐のまま留め置かれていることから、牛瓦を出し抜こうとしている。
徳寺マリア　※
Season1の時点で主人公とは顔見知り。Season2第4章でも風俗店の潜入調査の際に遭遇。その際に、主人公に裏の顔があることには薄々気づかれたものの、六本木の美女チーム（NightJewel）の関係者だということには気づいていない。
曲がったことが許せない性格で、アマネとは極めて相性が悪い。そのために単独で八上を追い、八上の使う毒によって瀕死となるが、一命はとりとめる。

### Saeson 3

#### 第1章 ダークウェブ・イロード 編
厳原校長（いづはら）
長谷部の後任として赴任してきた帝王大学付属高校校長。
斎賀の事件の際に主人公が名指しされたことや、そもそも主人公の勤務実績がすこぶる悪い（欠勤を繰り返したり、怪我で休んでいることが多々ある）ことなどから、主人公の存在が生徒に悪影響を及ぼすと考え、人事異動により主人公を帝王大付属高校から引き離そうと考える。
森口シオリ　※
LURKERの闇サイト「HANDY-MAN」を独自に調査していたところに目を付けられ、ネットカフェを転々として追手から隠れている。
LURKERの対処を主人公（NightJewel）に依頼する形になり、神楽が表に出てきた時点から協力体制を取る。
物飼　努（ものかい　つとむ）
LURKERの中心人物の一人。「HANDY-MAN」の運営で資金を稼いでいた。極度のロリコンで、ナツですら年齢が高過ぎて好みの範囲外。
獏良　縄（ばくら　じょう）
LURKERの中心人物の一人。通称「バク」。縄の扱いに長け、縄で縛ったり縛られたりすることで興奮する変態だが、組織を運営できる程度には優秀な模様。
ルースレス
元傭兵の殺し屋。頭部を負傷した際に感情を失ったとのこと。頑強な肉体を持ち、NightJewelの攻撃をもってしても全くダメージを与えられない。
レディ・キラー
殺し屋の一人で神楽の護衛役を兼ねる。ホスト風の風貌でナルシストな発言が多いが実力は確かで、フレグランスを使ったトウカをもってしても敵わない。
女性を苦しめることに美意識を感じる。顔が大きいことがコンプレックスのようで、指摘されると我を忘れて怒り出す。
神楽　瑛人（かぐら　えいと）
イルティエ事件の際に影で暗躍していたハッカー。通称「8」「エイト」。
優秀なハッカーであるが、人の死や人を殺すことに興味を持ち実行するシリアルキラー。
笠木組の残党と新宿の半グレに接触してLURKERを形成し、運営に参加する形で操っていた。LURKERの壊滅でNightJewelの前に現れ、殺人請負サイト「KILL OFFERS」を立ち上げてNightJewelに賞金をかけ、狙わせるというゲームを開始する。
六本木近くの地下鉄廃駅にアジトを持つ。「KILLING ROOM」という公開殺人サイトを運営しており、ナツを捕らえた際にその被害者に仕立て上げようとするがナツに逃亡される。

#### 第2章 ゴースト・ディストラクション 編
蓮山ユウト、大門ノブキ
主人公の大学時代の友人。石渡を入れた4人で、卒業後もしばしば会っていた。
岡畑　修介
大御所のお笑い芸人。クイズ番組の司会をやっている。GHOSTに殺害される。
寺本リミ（てらもと　りみ）
マコの劇団仲間。合コンで出会った彼氏に騙されて現金を持ち逃げされていた。マコを通じてレンに相談を持ち掛ける。
宇梶マサヒコ（うかじ　まさひこ）
リミの彼氏だが、実は詐欺グループのメンバーだった。金を持ち逃げしていたがレンにより成敗される。
蛇崎　和哉（へびざき　かずや）
桶川会の若頭補佐の一人。牛瓦の腹心。
猿川、亀橋
桶川会のヒットマン。
石渡コウタロウ（いしわたり　こうたろう）
主人公の大学時代の友人の一人。友人4人の中では唯一、結婚して家庭を築いている。
海外で大麻に手を出し、やめられなくなった。
夏目　卓雄（なつめ　たくお）
GHOSTのメンバーの一人。無類の酒好きでカバンにビールを持ち歩いている。
熊岸　将広（くまぎし　まさひろ）
元桶川会で、破門された。今はMK-logisticsという会社の社長。
組に戻ることを条件に牛瓦に協力した。
南峰カズマ（なんほう　かずま）
レンの高校の同級生で元恋人。社会人として上手くいかない自分にコンプレックスを感じ、薬物に手を出した。
その後、会社を辞めて裏社会にドロップアウト。GHOSTに参加した。それと前後してレンとは別れている。
当時のGHOSTは同じように表社会を上手く生きられない者の溜まり場になっており、そこに存在意義を感じ、次第にGHOSTのために活動するようになっていった。その積極性が周囲から認められ始め、リーダーとして持ち上げられるようになった。

#### 第3章 ヴァイオレンス・フレンジー 編
虻山　敏彦（あぶやま　としひこ）
虻山不動産の社長。
桂田　顕吉（かつらだ　けんきち）
桂田組組長。
穂坂　伸作（ほさか　しんさく）
桂田組若頭。福岡の地下格闘技場の元王者。
梅谷　健五（うめたに　けんご）
アズサが通う南青山大学の教授。
栗原　リョウコ（くりはら　りょうこ）
アズサの母親。持病により長期入院していた。
薪野、柴浦
桂田組員。
薮井　泰地（やぶい　たいち）
桂田組顧問。
芦崎
桂田組員。組長や組全体の暴走を懸念し、NightJewelの逃亡時に体を張ってチームを逃がす。
篠原　純也（しのはら　じゅんや）
桂田組が敵対する暴力団「鎌倉一家」の若集。
唐松　昌史（からまつ　まさし）
奥森組六代目組長。奥森組のみならず暴力団の将来を不安視しており、改善すべきところは改善すべきと行動している。
徳寺マリア　※
過去に自分の身に起きた不幸 から、正義を執行するのは警察であるべきという信念を持っている。暴走するような形でチームを守るためにチームの身柄を拘束するが、警察組織の構造上桂田組の暴走に介入できず、やむを得ずチームに協力する形をとる。
宵屋ツキカ
芸能人。南青山大学に通っている。

#### 第4章 エンペラーズ・アーミー 編
南川　雅貴（みなみかわ　まさたか）
NightJewelの周辺人物の同項を参照。
梅洪強（メイホンチアン）
中華系マフィア「麒麟」を仕切っている男。
猪谷　昌（いがや　あきら）
Season2外伝の同項を参照
桶川会の去った六本木の後釜に入るべく、南川と協力体制をとってチームを窮地に導く。
澁川スミレ（しぶかわ）
南川の幼馴染の外科医。小さい頃、南川と距離を置いてしまったことを未だに後悔している。
ネクサスターの社長になって悪事を働いている南川を説得すべく動いていたが、なすすべもなくなっていたところを偶々トニーと知り合いになり、「六本木の美女チーム」の名前を聞き、個人的に調査を始める。
南川と共闘体制を組んだNightJewelを「悪」と思っていたが、ミズキがとおりがかりのスミレを助けたことなどから考えを改め、伊豆大島にて南川の罠にかかり死ぬところだったチームを救出する。
千葉シーサイドタワーにてヘリで逃亡する直前の南川の前に現れ、説得を試みるが南川に撃たれる。
海老田組組長
牛瓦と兄弟杯を交わした人間。

## ストーリーの用語
8年前の事件
桶川会会長の孫娘が何者かに殺害された事件。「高級マンション殺人事件」とも呼ばれている。この事件以降、桶川会が徐々に力を失い、また伊月が政界を引退したことと併せて、六本木が混沌とする原因となったとされる。Season1第2章の加賀見の独白では、南川が計画し、サキが動き、加賀見と馬場が実行した、とされており、加賀見は実際にそう信じていた。が、本当はさらに裏で糸を引く者がいた。
桶川会（おけがわかい）
六本木を縄張りとするヤクザ。会長が表に出なくなって以降、徐々に勢力を弱めており、「クダモノ」や「イルティエ」などの新興勢力に付け込まれている。若頭の牛瓦を中心に再興を目論んでいる。
その後会長が暗殺され、牛瓦が指名手配されたが、それでも六本木の裏社会で強権を誇っている。
SEASON2にて牛瓦が会長に就任する方向になるが、前後して牛瓦に対抗する派閥が事件を起こし始める。
SEASON3にて南川の暗殺に失敗した後、組員全員が雲隠れした。
ネクサスター
南川が社長を務めるIT企業グループ。表面上は健全な一般企業であり、勤務する社員スタッフもほとんどが一般人である。
クダモノ
六本木で幅を利かせている外国人組織。黒人から構成される「ブドウ」、白人から構成される「イチゴ」、ラテン系人種で構成される「ミカン」の3つの組織から構成されており、それぞれがお互いに利権を奪い合っている。NightJewelの活躍と桶川会の暗躍により、事実上壊滅。ファルコンがトップに座り、桶川会とは協力体制となるが、勢いは見られなくなった。
イルティエ
表向きは不動産会社だが、裏で不法な臓器売買を行っている。自殺志願者やホームレスなどを集めては殺害し、臓器を入手している。顧客には政財界の重要人物も存在するため、警察にも圧力をかけることができることから、事実上の野放しになっていた。中心人物である加賀見の逮捕により、組織が瓦解。
スマイルファイナンス
六本木に進出してきた闇金業者。鮫島が運営に加担するなど笠木組の息がかかっている。桶川会から見れば六本木進出は組織間の不可侵条約違反に該当行為であるが、証拠が揃うまで桶川会からは手出しができない状態であった。
もともとは青井の経営する「アオイロローン」という良心的な闇金業者だったが、笠木組に乗っ取られる形で社名も変更。
鮫島と犬塚の失脚後は笠木組との関係を断ち切り、「グリーンファイナンス」と名前を変えて出直している。
笠木組（かさぎぐみ）
新宿を縄張りとするヤクザ。桶川会とはお互いのテリトリーへの不可侵条約を結んでいるが、「スマイルファイナンス」の件での条約破りとその後の行動から、桶川会と戦争状態に陥る。最新科学研究所の事実上の停止とナガレの死亡により壊滅状態となり、残党が各地にちらばった。
アカゲ教団
五十川が運営・拡大している新興宗教団体。性行為を肯定した教義で信者を増やしている。裏では高齢者を抱き込み、保険金殺人により多額の現金を手にしている。またさらにその裏で教団に不都合な一部の人間を粛清していたが、その中に桶川会組員の恋人がいたため、桶川会と敵対状態になる。五十川の逮捕により活動停止。
最新科学研究所
笠木組が取り仕切っている研究所。人の能力や記憶を操作する研究を行っており、必要ならば人体実験などの違法行為も行う。政界・財界の有力者が資金源となっており、一定の成果を出している。取り仕切る大聖寺が失脚して以降は、研究停止状態となる。
防衛省を追放された後の斎賀が所属し、人間の脳内麻薬の研究を続けていた。研究成果を金に換えようと企んだ桶川会により研究成果は持ち出され、その際の事故により火災が発生して研究所は消滅する。
友愛館（ゆうあいかん）
ミズキの出身の児童養護施設。先代がトモヤ、メグ、ミズキの三人に譲渡した。トモヤとメグで運営していたが、多額の借金を抱えたところにアーバンハウジングによる地上げが行われ始める。様々な思惑が動く中で結局、土地建物は半ば強制的に売りわたすこととなり、借金は完済。トモヤとメグは友愛館を再開すべく施設探しから始める。
Season2開始時にはあらたな施設で活動を再開させている模様。
アーバンハウジング
笠木組の残党である辛島とケースケが経営している不動産会社。裏で南川が関わっている。南川がグランエリア六本木を作るために土地を集めていたもの。友愛館地上げを成功させた後に六本木から離れるが、辛島とケースケは何者かに殺される。
グランエリア六本木
南川の野望の象徴となる建築中の施設。友愛館のあった土地もその一部。
斎賀の薬
人間の脳内化学物質を操るもの。普通の人間では、身体能力は上がるものの廃人同様となってしまい、ただ戦うだけのゾンビとなってしまう。また、致命的な毒性を持ち、一定時間の後に心肺が停止する。トウカやナギはこの薬に対してある程度の耐性を持ち、複数回投与されても自我を保っていた。
LURKER（ルーカー）
新宿笠木組の残党と半グレ集団により構成された組織。闇取引サイト「HANDY-MAN」を自ら立ち上げて違法な物品やデータをやり取りし、収益を上げている。
エイトが裏で糸を引いている。
GHOST（ゴースト）
半グレの集団で、もともとは薬物を売って利益を得ていた。構成員はムンクの叫びのよう面を身に着けている。
桶川会に利用され、殺人などの犯罪を行う過激派集団となった。
桂田組（かつらだぐみ）
川崎を本拠地とするヤクザで、奥森組の傘下。桶川会の失踪を知って六本木に介入。
奥森組（おくもりぐみ）
日本最大の広域暴力団。
麒麟（きりん）
桶川会と過去に協力体制にあった中華マフィア。
ＭＳＡＵ（えむえすえーゆー）
Minamikawa Special Assalt Unit。南川の私兵組織。麒麟のメンバーも含まれる。ネクサスターの軍事部門「Nexaster Arms」が研究開発した装備を身に着けている。武器装備や戦闘用スーツには無線通信装置や情報処理装置、センサーなどが組み込まれており、お互いに得た情報を有機的に利用しながらの連携した戦闘が可能。

## 歴史
2015年
- 11月26日、iOSにてサービス提供開始[12][13]。配信開始当初は「六本木サディスティック騎士（ナイト）」というタイトルであった[12][13][14]。

2016年
- 1月頃にタイトルを「六本木サディスティックナイト」表記に変更（詳細不明）。
- 1月に第2章配信開始。
- 3月に第3章配信開始。
- 3月26日にandroid版リリース[12]。
- 6月に第4章配信開始。

2017年
- 2月に第5章配信開始。
- 2月22日、主題歌「六本木サディスティックナイト」が収録されたCD「ゆみザウルス」が発売。[15]
- 6月に第6章配信開始。
- 8月に第7章配信開始。
- Season2の配信が決定。それに従って、これまで配信されていたストーリーがSeason1となった。
- 12月にSeason1外伝配信開始。

2018年
- 4月、Season2第1章配信開始。
- 9月にSeason2第2章配信開始。

2019年
- 3月にSeason2第3章配信開始。
- 8月にSeason2第4章配信開始。
- サービス開始4周年企画として、11月25日からLINEスタンプを発売開始。また、11月30日～12月18日の期間に初の商品化と期間限定のショップをオープンした。[16]

2020年
- 1月にSeason2外伝配信開始。
- サービス開始4周年を記念して、2月14日・15日にガールズバー「NightJewel」を再現した「リアルNightJewel」と銘打ったイベントが行われた。[17]
- 7月27日に新章Season3第1章を配信開始。
- サービス開始5周年を記念して、11月20日・21日にガールズバー「NightJewel」を再現した「リアルNightJewel」と銘打ったイベントが行われた。今回はZoomを利用したリモート開催となった。[18]
- 12月10日にSeason3第2章を配信開始。

2021年
- 5月10日にSeason3第3章を配信開始。
- サービス開始5周年半を記念して、6月26日に貸し切りのフォトスタジオで、コスチュームを着たキャスト達を撮影できるイベント「NightJewel Photo Session」が行われる。[19]
- 10月11日にSeason3第4章を配信開始。
- 10月上旬よりボイスドラマをYouTubeにて順次公開（全5話）。
- 12月22日にキャラクターソングCD発売。

2022年
- 4月9日にSeason3第5章を配信開始。
- 9月9日にSeason3第6章を配信開始。
- 11月16日 Youtube公式アカウントのライブ配信にてボイス化決定を発表

2023年
- 2月22日にSeason3第7章を配信開始。

## 主題歌
『六本木サディスティックナイト』
歌：川村ゆみ
作詞：唐沢美帆
作曲：山田竜平
『INCHOATE LIGHT』
歌：川村ゆみ
作詞：唐沢美帆
作曲：山田竜平